# Scarpedd
La scarpedd (in italiano «frittella») è un dolce fritto natalizio, tipico della Basilicata.

## Preparazione
Gli ingredienti per la preparazione della scarpedd sono farina, lievito di birra, acqua, olio, sale e zucchero semolato.

## Varianti
La ricetta delle scarpedd conosce alcune varianti nei diversi comuni della Basilicata. La variante cucinata nel Comune di Montalbano Jonico si caratterizza per l'aggiunta delle patate lesse nell'impasto.
La variante preparata nel Comune di Rapone, invece, è condita con il vino cotto.
Infine, nel Comune di Accettura, prendono il nome di "zeppole". A Tricarico, come a Montalbano Jonico e non solo, si aggiungono all'impasto le patate lesse ma è più diffusa la versione salata, piuttosto che la dolce.